# Xã Washington, Quận Will, Illinois
Xã Washington (tiếng Anh: Washington Township) là một xã thuộc quận Will, tiểu bang Illinois, Hoa Kỳ. Năm 2010, dân số của xã này là 6.263 người.